# Sidney Garside
Sidney Garside (1889, Mánchester - 1961, Ciudad del Cabo) fue un botánico, y briólogo anglo - sudafricano, que trabajó extensamente en el Herbario Bolus, de Ciudad del Cabo.
Hasta el final de su vida, trabajó como voluntario en el Herbario Bolus, donde su investigación se centró principalmente en Riccia y Riccianella y en historia botánica. Fue responsable de la construcción de una importante colección de briófitos y líquenes, que hasta entonces habían estado poco representadas en el herbario. También se comprometió una buena cantidad de tiempo y esfuerzo para mejorar y ampliar la colección de la biblioteca, sobre todo en el material informativo sobre botánica y criptógamas, y legó el resto de su biblioteca personal, que incluía algunos valiosos textos prelinneanos, al herbario. Gran parte de su obra científica permanecen inédita.

## Honores
- Miembro de la Sociedad linneana de Londres
- Miembro de la Real Sociedad de Sudáfrica[1]

## Obra
- 1949. Sphagnum in South Africa. 78 pp.

- La abreviatura «Garside» se emplea para indicar a Sidney Garside como autoridad en la descripción y clasificación científica de los vegetales.[2]